# Anchor Point, Newfoundland och Labrador
Anchor Point är en ort i Kanada.   Den ligger i provinsen Newfoundland och Labrador, i den östra delen av landet, 1 500 km öster om huvudstaden Ottawa. Anchor Point ligger 1 meter över havet och antalet invånare är 326.
Terrängen runt Anchor Point är platt. Havet är nära Anchor Point västerut. Trakten runt Anchor Point är nära nog obefolkad, med mindre än två invånare per kvadratkilometer.. Anchor Point är det största samhället i trakten. 